# Anja Ilić
Anja Ilić (* 30. Oktober 1998) ist eine serbische Skilangläuferin. 

## Werdegang
Ilić startete im Januar 2013 in Metsovo erstmals im Balkan-Cup teil und belegte dabei den zehnten Platz über 5 km Freistil und den neunten Rang im Sprint. In der Saison 2014/15 errang sie beim Europäischen Olympischen Winter-Jugendfestival 2015 in Steg den 68. Platz im Sprint und den 63. Platz über 5 km Freistil und bei den Nordischen Junioren-Skiweltmeisterschaften 2015 in Almaty den 63. Platz über 5 km Freistil. Im folgenden Jahr kam sie bei den Olympischen Jugend-Winterspielen in Lillehammer auf den 38. Platz im Cross, auf den 37. Rang im Sprint und auf den 35. Platz über 5 km Freistil. Bei der Winter-Universiade 2017 in Almaty lief sie auf den 51. Platz über 5 km klassisch, auf den 48. Rang in der Verfolgung und auf den 41. Platz im Sprint. In der Saison 2017/18 erreichte sie mit drei zweiten und zwei dritten Plätzen, den zweiten Rang in der Gesamtwertung des Balkan-Cups. In der folgenden Saison wurde sie Dritte in der Gesamtwertung des Balkan-Cups und belegte bei den nordischen Skiweltmeisterschaften 2019 in Seefeld in Tirol den 81. Platz im Sprint. Zu Beginn der Saison 2019/20 startete sie in Davos erstmals im Weltcup und errang dabei den 63. Platz im Sprint. Im weiteren Saisonverlauf kam sie wie in der Vorsaison mit zwei dritten Plätzen auf den dritten Platz in der Gesamtwertung des Balkan-Cups. Auch in der Saison 2020/21 errang sie den dritten Platz in der Gesamtwertung des Balkan-Cups. Beim Saisonhöhepunkt, den nordischen Skiweltmeisterschaften 2021 in Oberstdorf, belegte sie den 88. Platz über 10 km Freistil, den 80. Rang im Sprint und den 21. Platz zusammen mit Maida Drndić im Teamsprint. In der Saison 2021/22 gewann sie mit je zwei ersten und dritten Plätzen und vier zweiten Rängen die Gesamtwertung des Balkan-Cups.

## Siege bei Continental-Cup-Rennen
| Nr. | Datum           | Ort        | Disziplin      | Serie      |
| --- | --------------- | ---------- | -------------- | ---------- |
| 1.  | 29. Januar 2022 | Pigadia    | 5 km Freistil  | Balkan-Cup |
| 2.  | 30. Januar 2022 | Pigadia    | 5 km Freistil  | Balkan-Cup |
| 3.  | 8. Februar 2023 | Mavrovo    | 5 km Freistil  | Balkan-Cup |
| 4.  | 9. Februar 2023 | Mavrovo    | 5 km Freistil  | Balkan-Cup |
| 5.  | 4. März 2023    | Pale       | 5 km Freistil  | Balkan-Cup |
| 6.  | 12. Januar 2025 | Mavrovo    | 5 km Freistil  | Balkan-Cup |
| 7.  | 25. Januar 2025 | Ravna Gora | 5 km klassisch | Balkan-Cup |
| 8.  | 26. Januar 2025 | Ravna Gora | 5 km klassisch | Balkan-Cup |
| 9.  | 30. Januar 2025 | Pigadia    | 5 km Freistil  | Balkan-Cup |
| 10. | 31. Januar 2025 | Pigadia    | 5 km Freistil  | Balkan-Cup |
| 11. | 1. Februar 2025 | Pigadia    | 10 km Freistil | Balkan-Cup |